# Thomas Hodgskin
Thomas Hodgskin (12 de dezembro de 1787 - 21 de agosto de 1869) foi um escritor socialista inglês sobre economia política, crítico do capitalismo e defensor do livre comércio e dos primeiros sindicatos. No final do século XIX e início do século XX, o termo socialista incluía qualquer oponente do capitalismo, na época definido como um sistema político construído sobre privilégios para os donos do capital.

## Biografia
pai de Hodgskin. que trabalhava nas docas do Almirantado Britânico, matriculou-o na marinha aos 12 anos. Entrando em conflito com a disciplina naval da época, Hodgskin foi aposentado pela Marinha aos 25 anos. A publicação de seu Essay on Naval Discipline chamou a atenção de radicais como Francis Place para Hodgskin. Em 1815, Hodgskin viajou pela França e Alemanha, experiências que ele mais tarde documentou em suas Viagens ao Norte da Alemanha.
Entrando na Universidade de Edimburgo para estudar, Hodgskin mais tarde veio para Londres e entrou no círculo utilitário em torno de Place, Jeremy Bentham e James Mill . Com o apoio deles, ele passou os cinco anos seguintes em um programa de viagens e estudos pela Europa que resultou, entre outros, em um segundo livro, Travels in North Germany (1820). Ele se casou com Eliza Hegewesch em Edimburgo em 1819.
Em 1823, Hodgskin uniu forças com Joseph Clinton Robertson para fundar a Mechanics Magazine . Na edição de outubro de 1823 da Mechanics Magazine, Hodgskin e Francis Place escreveram um manifesto para um Instituto de Mecânica.
Apesar de seu alto perfil nos agitados tempos revolucionários da década de 1820, ele se retirou para o domínio do jornalismo Whig após a Lei de Reforma de 1832. Hodgskin tinha uma família de sete filhos para sustentar. Tornou-se um defensor do livre comércio e passou quinze anos escrevendo para o The Economist.

## Legado
Hodgskin foi um pioneiro do anticapitalismo, do anarquismo individualista e do socialismo libertário. Suas críticas à apropriação dos empregadores da maior parte do valor produzido por seus empregados influenciaram as gerações subsequentes de socialistas, incluindo Karl Marx.